# Scurzolengo
Scurzolengo ist eine Gemeinde in der italienischen Provinz Asti (AT), Region Piemont.

## Lage und Einwohner
Scurzolengo liegt 15 km nordöstlich von der Provinzhauptstadt Asti entfernt. Das Gemeindegebiet umfasst eine Fläche von fünf km² und hat 520 Einwohner (Stand 31. Dezember 2023). Die Nachbargemeinden sind Calliano, Castagnole Monferrato und Portacomaro.

## Kulinarische Spezialitäten
Bei Scurzolengo werden Reben der Sorte Barbera für den Barbera d’Asti, einen Rotwein mit DOCG Status, sowie für den Barbera del Monferrato angebaut.

## Söhne und Töchter der Gemeinde
- Piero Dusio (1899–1975),  Fußballspieler, Automobilrennfahrer und Geschäftsmann